# Melitaea lokris
Melitaea lokris är en fjärilsart som beskrevs av Hans Fruhstorfer 1908. Melitaea lokris ingår i släktet Melitaea och familjen praktfjärilar. Inga underarter finns listade i Catalogue of Life.